# Beatae Mariae Virginis (Großlellenfeld)

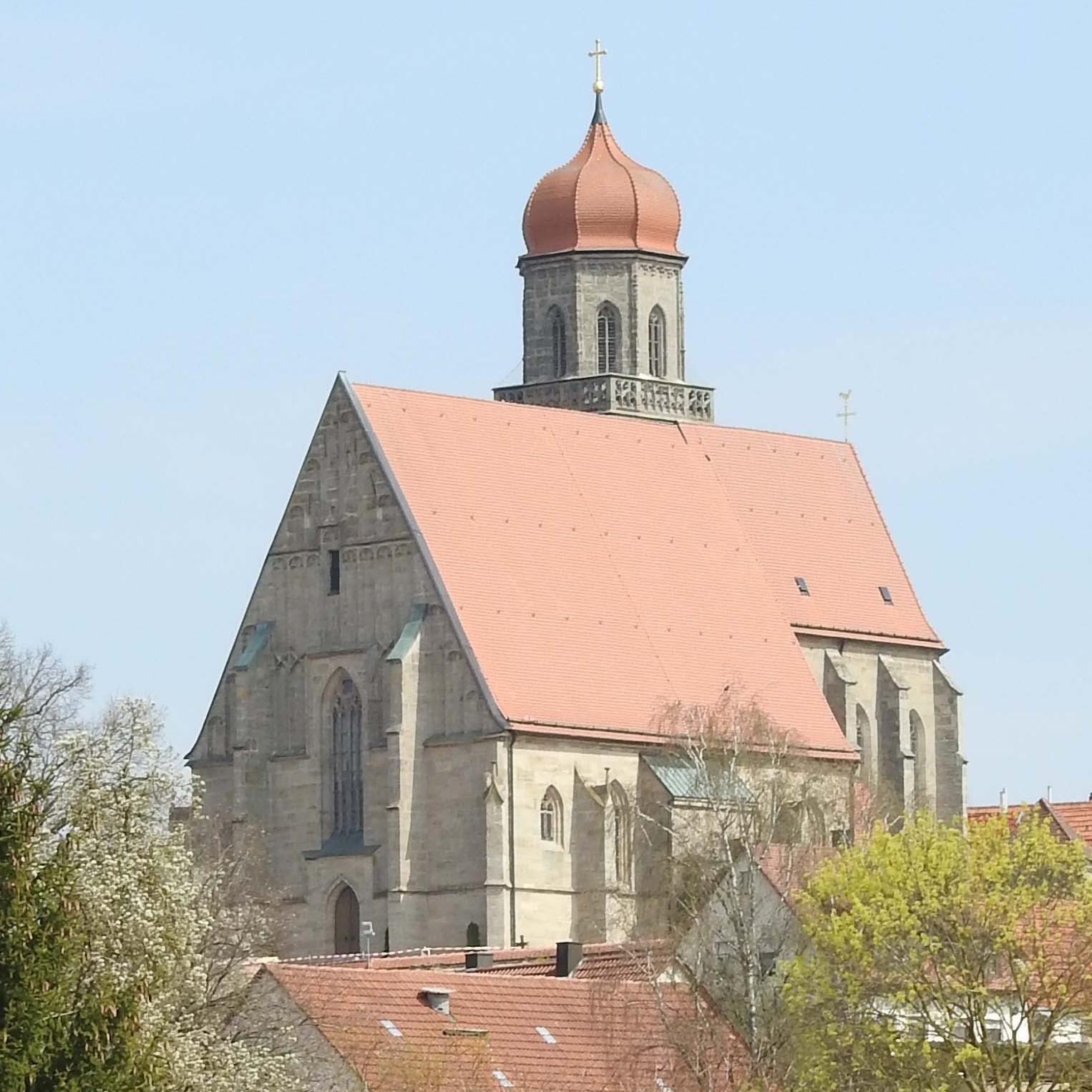
Kirche Beatae Mariae Virginis in Großlellenfeld

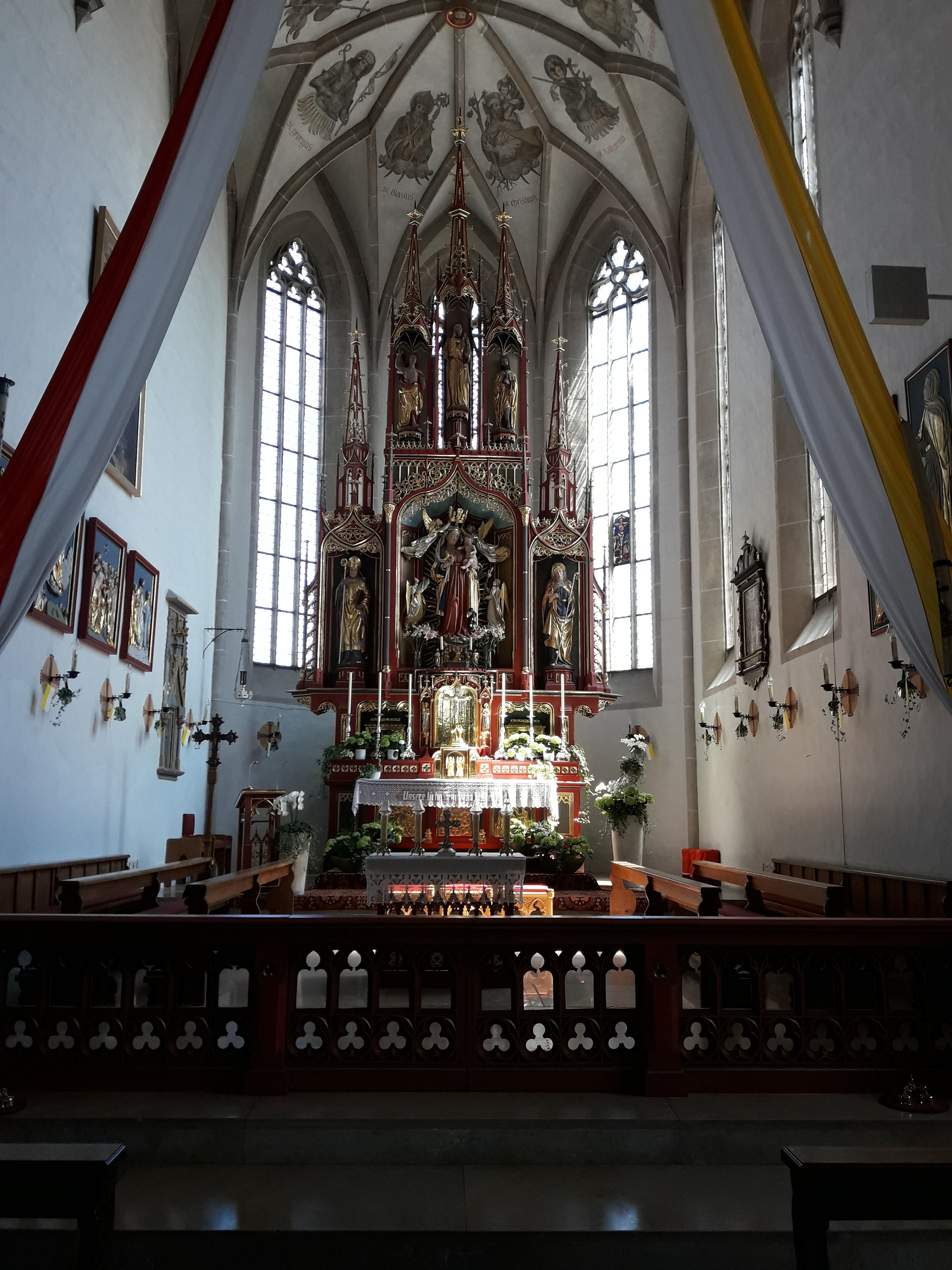
Chor und Hauptaltar

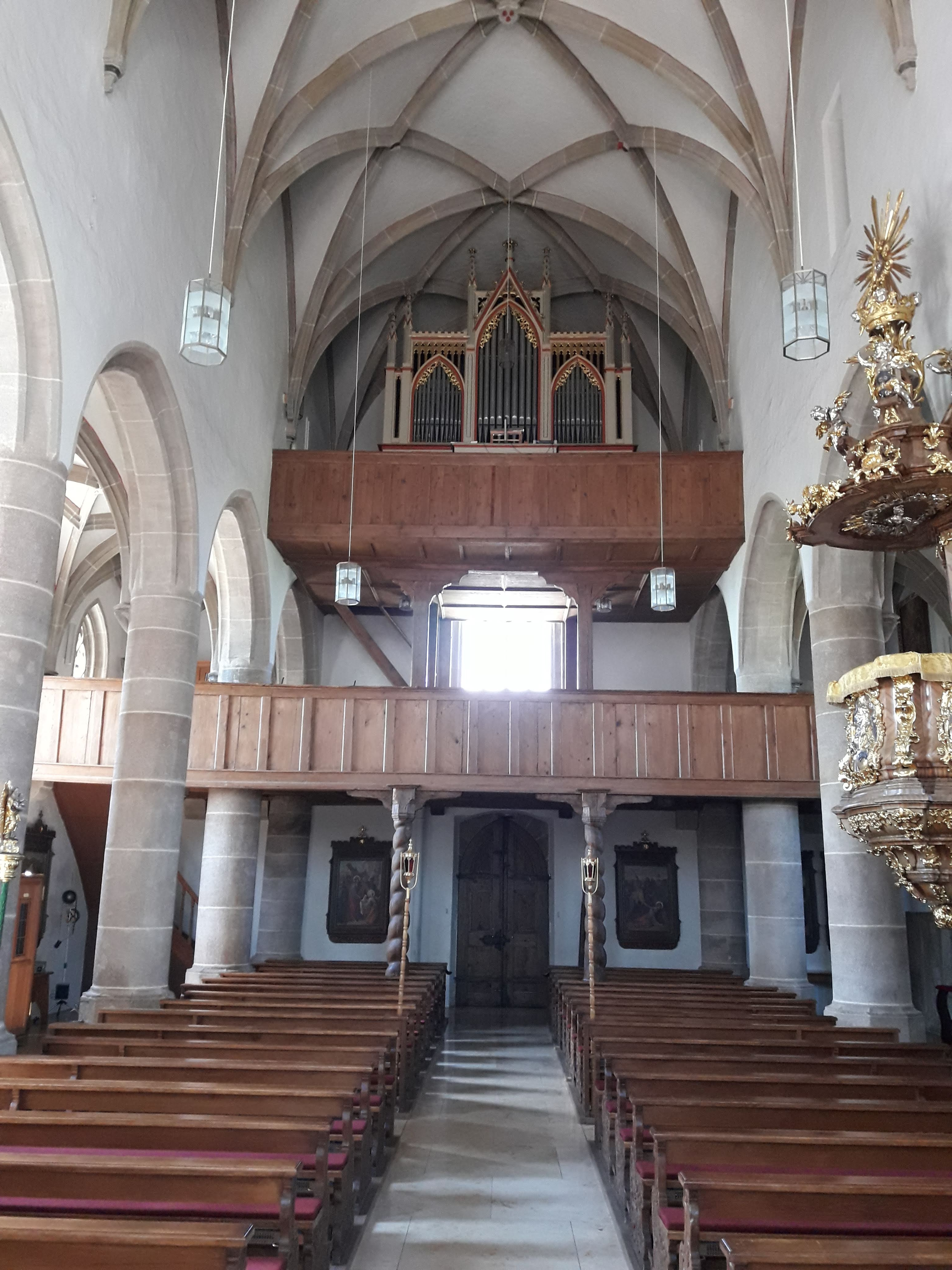
Empore und Orgel

Die römisch-katholische Pfarrkirche Beatae Mariae Virginis (eigentlich: Ecclesia beatae Mariae virginis ‚Kirche der seligen Jungfrau Maria‘), auch: Mariä Heimsuchung, ist eine gotische Hallenkirche im Gemeindeteil Großlellenfeld von Arberg im mittelfränkischen Landkreis Ansbach. Sie gehört zur Pfarrei Mariä Heimsuchung Großlellenfeld im Pfarrverband Obere Altmühl-Heide im Bistum Eichstätt.

## Geschichte und Architektur
Die ehemalige Wallfahrtskirche ist eine spätgotische Kirche, die einheitlich in den Jahren 1446–1500 erbaut wurde und das Ortsbild dominiert. Sie liegt inmitten eines geschlossen erhaltenen Befestigungsrings (Kirchenburg) aus dem 13./14. Jahrhundert, der über ein vortretendes Torhaus zugänglich ist. Im Innern ist das Beinhaus an die Mauer angelehnt.
Johann III. von Eych (1404–1464), Fürstbischof des Hochstifts Eichstätt (1445–1464), förderte die Marienwallfahrt in Großlellenfeld.
Die Weihe fand bereits 1468 statt. Eine Kuppelhaube auf dem Turm im nördlichen Chorwinkel wurde 1610 hinzugefügt. Erneuerungen und Restaurierungen wurden in den Jahren 1739, 1744, 1865/1868, 1903/1914, 1966 und 1975–1978 durchgeführt.
Die dreischiffige Staffelhalle mit Netzgewölbe und stark überhöhtem Mittelschiff ist mit einem Chor in Mittelschiffsbreite versehen, der mit einem Sterngewölbe abgeschlossen ist und in einem Fünfachtelschluss endet. Die schmalen Seitenschiffe sind durch Spitzbogenarkaden, die auf kämpferlosen Rundpfeilern ruhen, zum Mittelschiff geöffnet. Mehrere Gewölbekonsolen sind figürlich gestaltet. Das Äußere ist durch Maßwerkblenden am Westgiebel gekennzeichnet. Am Südportal ist eine Vorhalle angebaut. Das achteckige Glockengeschoss des Turms ist mit Fries und Fialen über einer Maßwerkbalustrade aus neugotischer Zeit versehen. Im südlichen Chorwinkel ist die Sakristei angebaut.

## Glocken
Im Kirchturm befindet sich ein fünfstimmiges Glockengeläut aus Bronze. Vier historische Glocken aus verschiedenen Jahrhunderten werden ergänzt durch eine Glocke von 1968.
| Glocke | Name             | Gießer                                  | Gussjahr   | Durchmesser | Gewicht    | Schlagton |
| ------ | ---------------- | --------------------------------------- | ---------- | ----------- | ---------- | --------- |
| 1      | Neidhardt-Glocke | Wolfgang Neidhardt, Augsburg            | 1615       | 1272 mm     | ≈ 1300 kg0 | es′       |
| 2      | Schilling-Glocke | Friedrich Wilhelm Schilling, Heidelberg | 1968       | 1063 mm     | 00836 kg   | ges′      |
| 3      | Wandlungsglocke  |                                         | 14. Jahrh. | 0886 mm     | ≈ 450 kg   | b′        |
| 4      | Stapf-Glocke     | Joseph Stapf, Eichstätt                 | 1831       | 0701 mm     | ≈ 200 kg   | des″      |
| 5      | Kleine Glocke    |                                         | ≈ 130000   | ≈ 720 mm    | ≈ 250 kg   | es″       |

## Ausstattung
Die Gewölbemalereien im Chor wurden 1907 nach spätgotischen Vorbildern ausgeführt. Im Chor sind außerdem Glasmalereien aus dem späten 15. Jahrhundert erhalten. Die Sakramentsnische wurde um 1480/1490 geschaffen.
Die Altarausstattung ist neugotisch unter Verwendung von mittelalterlichen Figuren. Im Hochaltar ist eine Muttergottes aus der Zeit um 1460/1470 verwendet. Im nördlichen Seitenaltar finden sich eine Pietà, eine Kreuzigungsgruppe und Flügelreliefs aus der Zeit um 1500. Im südlichen Seitenaltar wurde eine barocke Madonna wiederverwendet. Die feingearbeiteteKanzel im Régencestil stammt aus Kloster Rebdorf, wurde 1734 nach einem Entwurf von Matthias Seybold geschaffen und ist mit kunstvollen Intarsien versehen.
Die Orgel mit neugotischem Prospekt ist ein Werk von Bittner aus dem Jahr 1856. Das aus der Nürnberger Frauenkirche stammende Instrument mit 20 Registern und 1080 Pfeifen wurde in den Jahren 1985–1988 renoviert.
Zahlreiche Grabplatten aus Solnhofener Stein sind im Fußboden des Langhauses eingearbeitet. Ein Gemäldeepitaph erinnert an Georg Ludwig Eyb († 1581) und seine beiden Frauen. Ein Kreuz mit Bronzekruzifix vom Ende des 19. Jahrhunderts vervollständigt die Ausstattung.

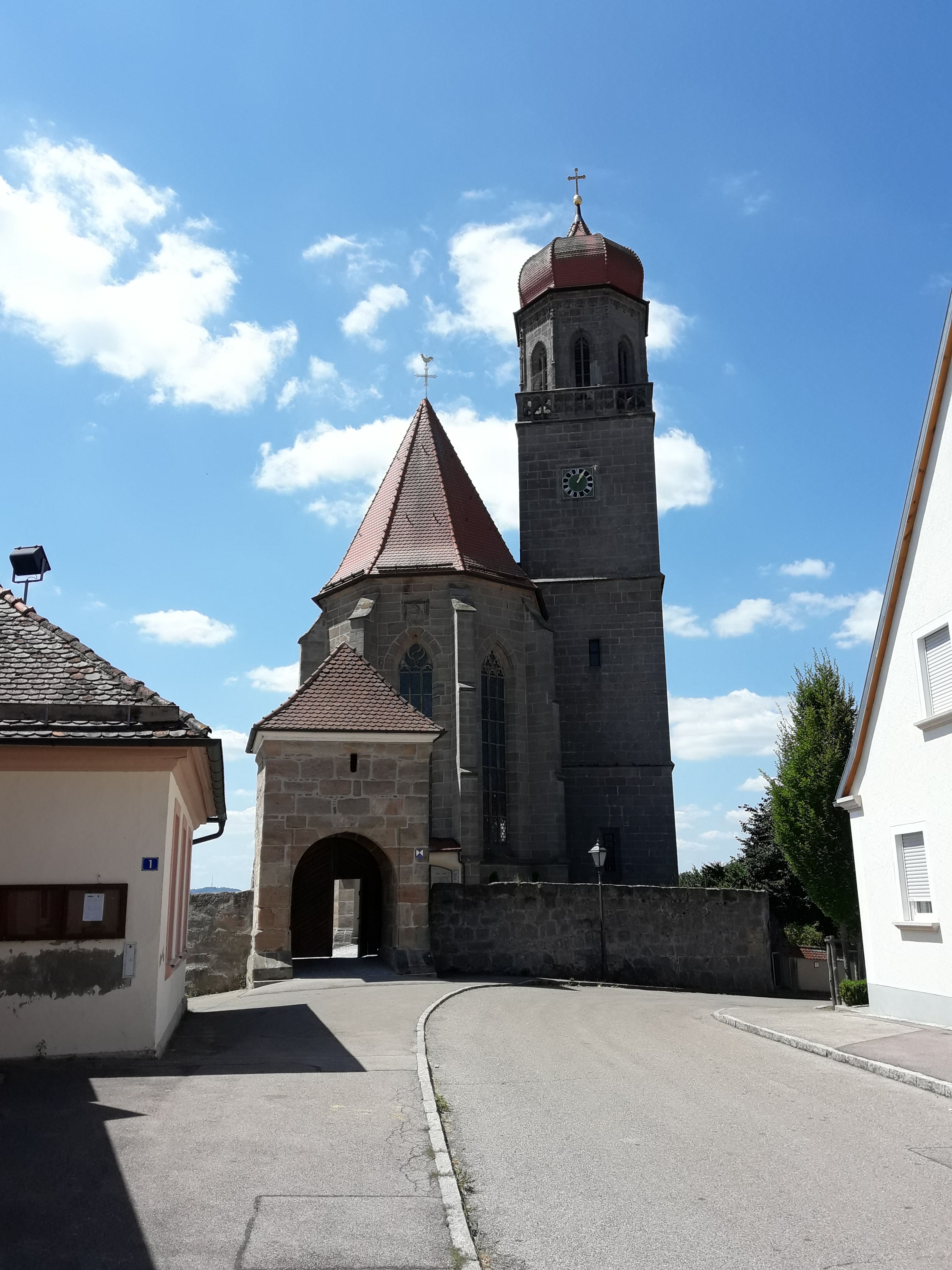
Toranlage
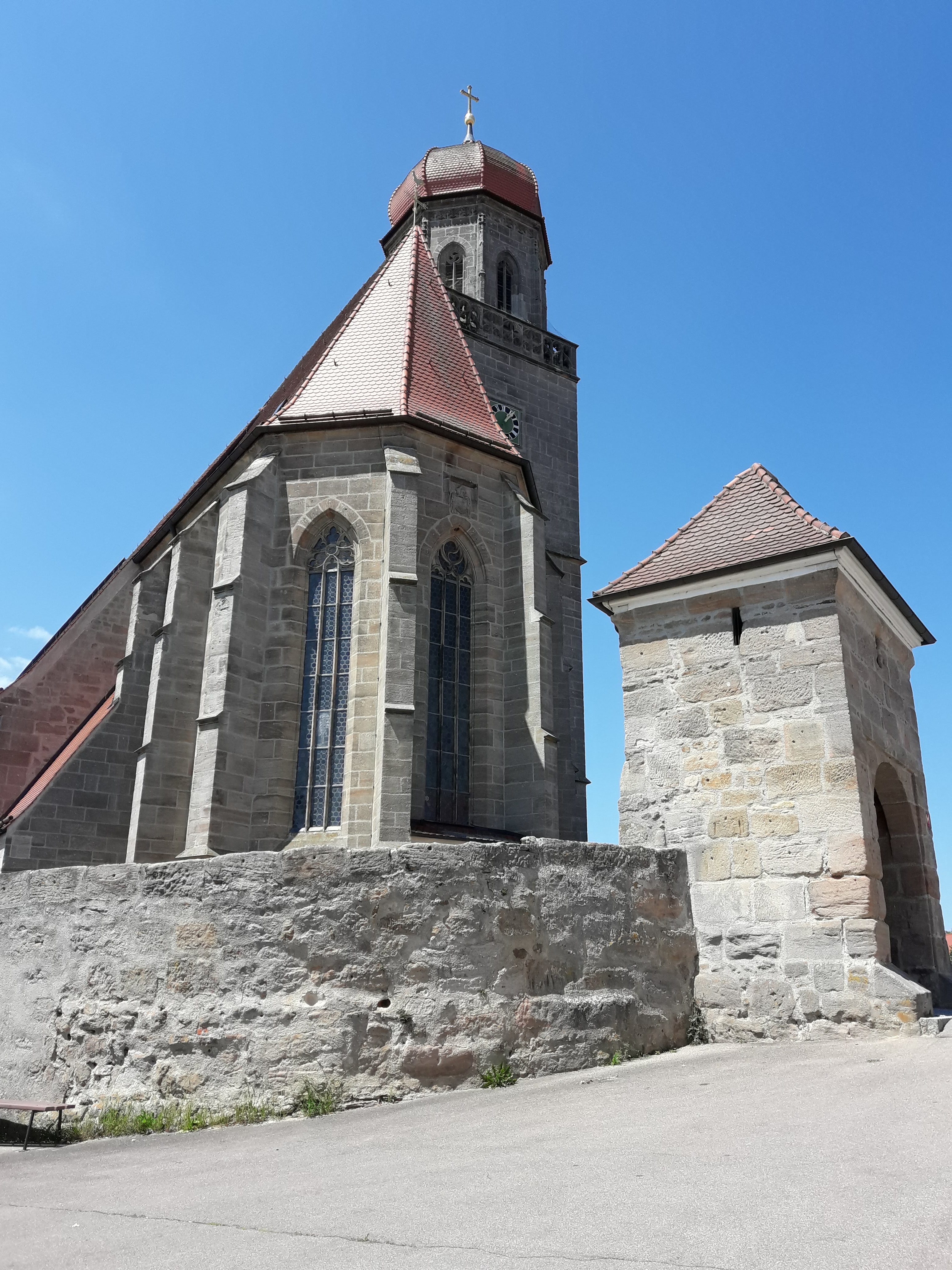
Ansicht von Osten
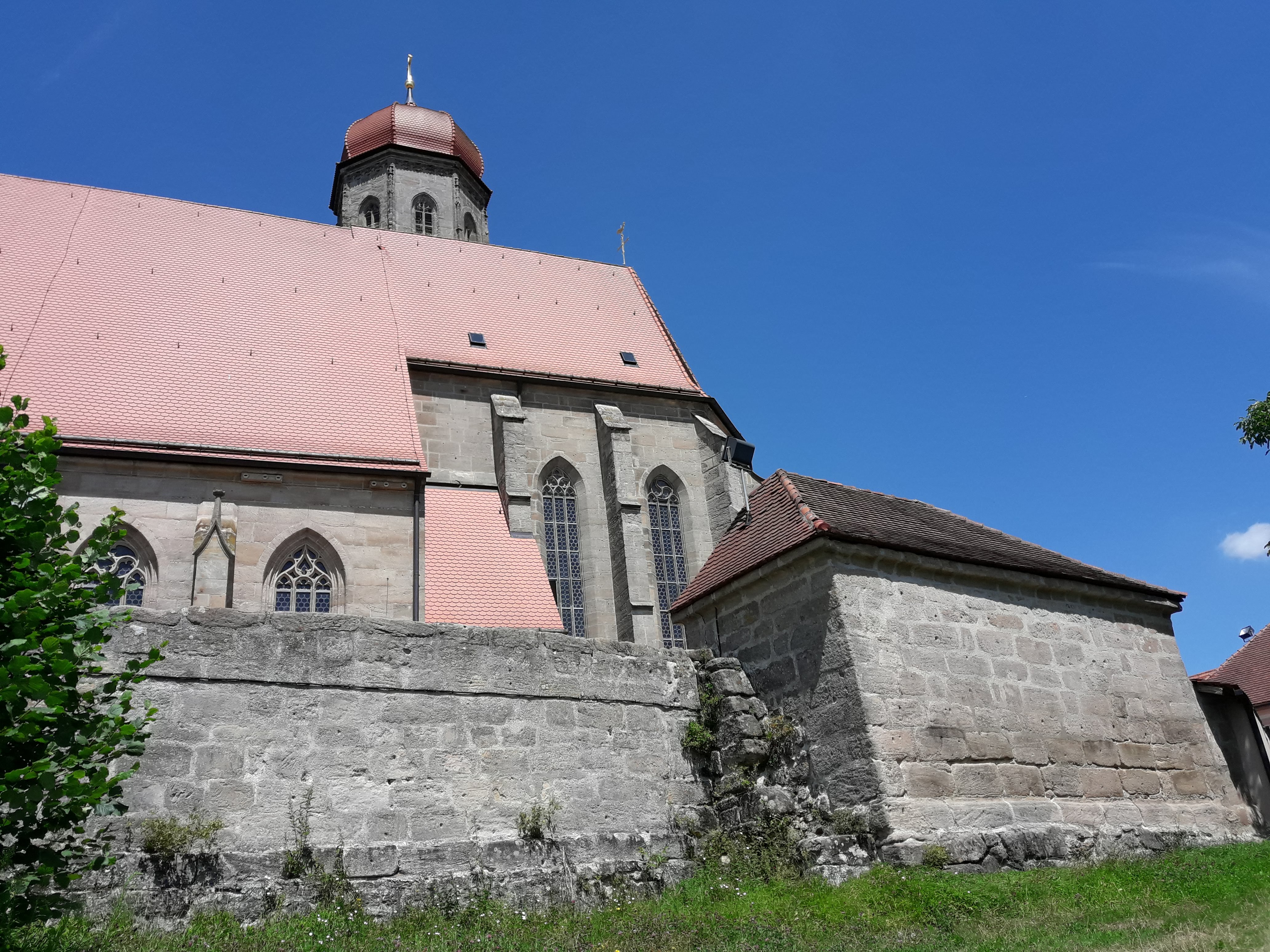
Südansicht
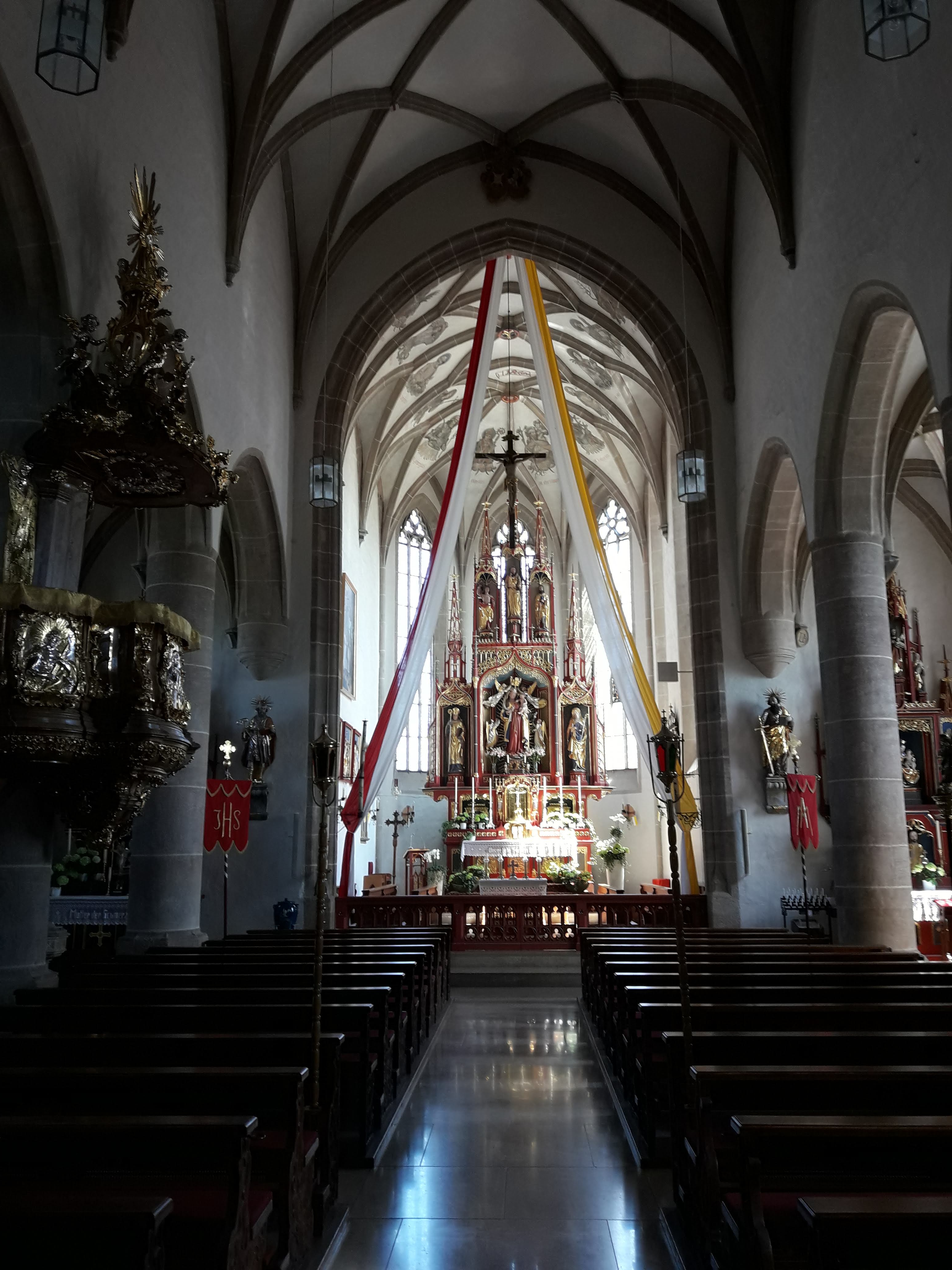
Hauptschiff
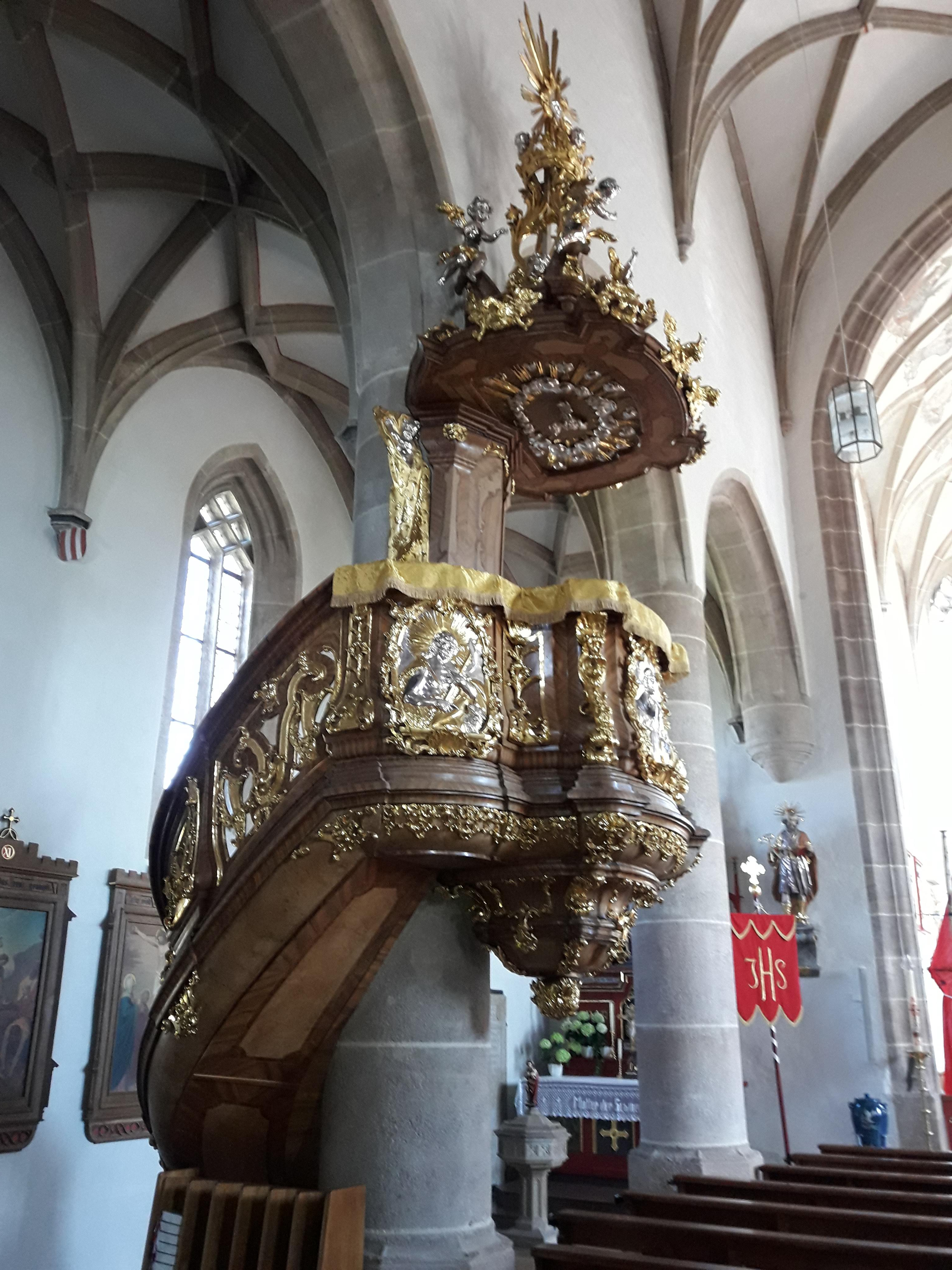
Barockkanzel
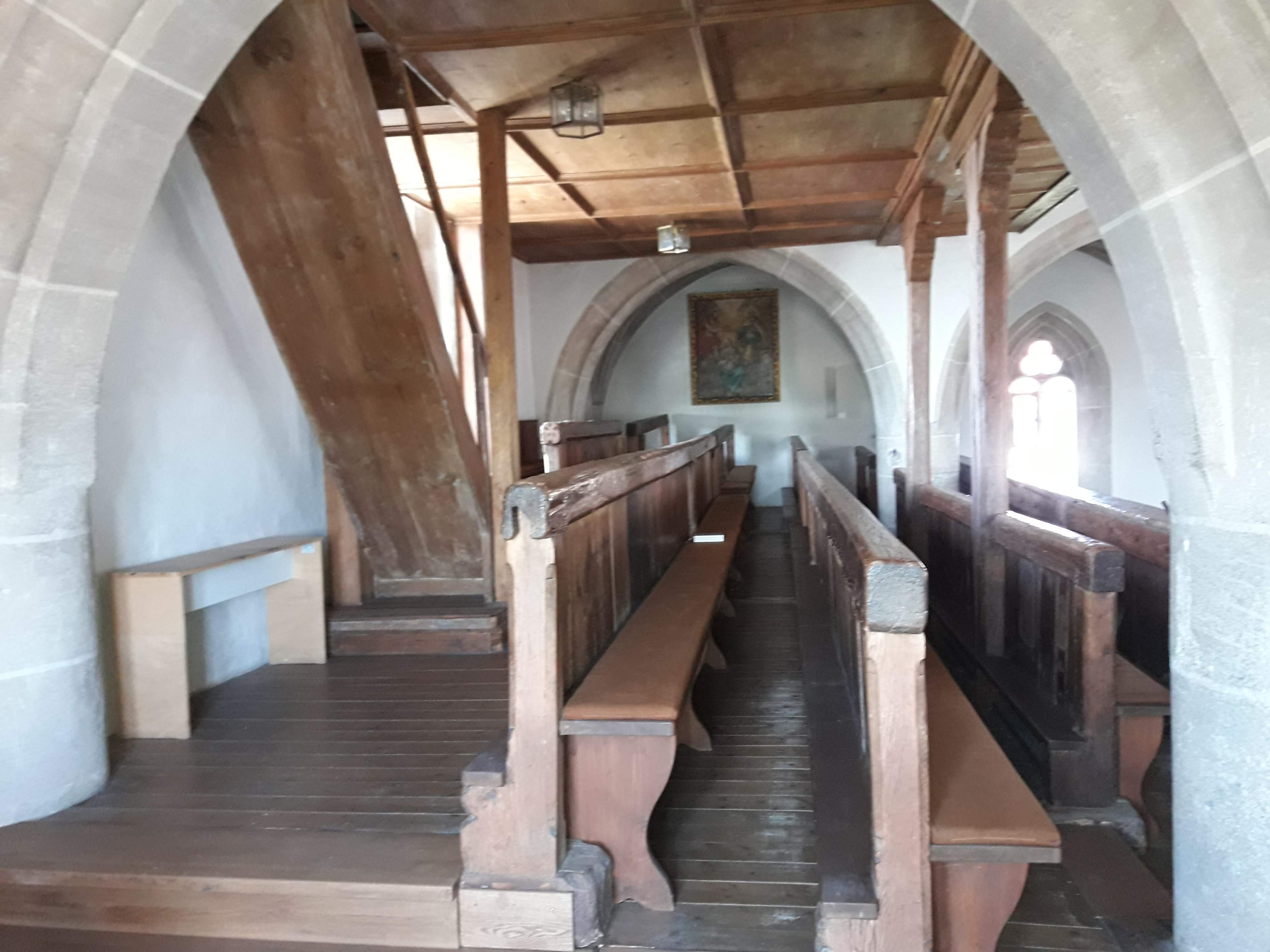
Empore